# 미랴나 요코비치
미랴나 요코비치(세르비아어: Мирјана Јоковић / Mirjana Joković, 1967년 11월 24일 ~ )는 세르비아의 배우이다. 영화 《그라니차》(Granica)로 1990 유고슬라비아 영화제 골든 아레나 여우주연상을 수상했다. 에미르 쿠스투리차 감독 영화 《언더그라운드》의 나탈리아 조프코브 역으로 유명하다.

## 출연 작품
- 네임: 도브리차, 라스트 네임: 언노운 (2016)
- 미들턴 (2013)
- 러브 인 맨하탄 (2002)
- 베터 웨이 투 다이 (2000)
- 화약고 (1998)
- 언더그라운드 (1995)
- 부코바 (1994)
- 기적의 시대 (1989)
- 뉴저지의 미소 (1989)
- 우리는 그들을 잊으려 했다 (1988)